# Plebicula hybridata
Plebicula hybridata är en fjärilsart som beskrevs av Chapman 1913. Plebicula hybridata ingår i släktet Plebicula och familjen juvelvingar. Inga underarter finns listade i Catalogue of Life.